# Isabel Rodrigues
Isabel Maria Duarte Almeida Rodrigues (3 de fevereiro de 1965) é uma advogada e política portuguesa e deputada da Assembleia da Republica Portuguesa da XIV e XV legislatura. Membro do partido socialista, foi Presidente do Comissariado dos Açores para a Infância, Secretária Regional Adjunta da Presidência para os Assuntos Parlamentares e Deputada na Assembleia Legislativa da Região Autónoma dos Açores.
Foi, entre 2 de maio de 2022 e 2 de abril de 2024, Secretária de Estado da Igualdade e Migrações do XXIII Governo.
A 3 de dezembro de 2024, tomou posse, 6 meses após a sua nomeação, como Presidente da Comissão para a Igualdade e Contra a Discriminação Racial (CICDR), entidade responsável pela aplicação da Lei da Prevenção, da Proibição e do Combate à Discriminação, em Razão da Origem Racial e Étnica, Cor, Nacionalidade, Língua, Ascendência e Território de Origem.
É licenciada em Direito pela Faculdade de Direito da Universidade Clássica de Lisboa e tem uma pós-graduação em Proteção de Menores pelo Centro de Direito da Família da Faculdade de Direito da Universidade de Coimbra e uma pós-graduação em Ciências Sociais, área de especialização Família, Envelhecimento e Políticas Sociais, pela Universidade dos Açores.